# Johann Fleschhut

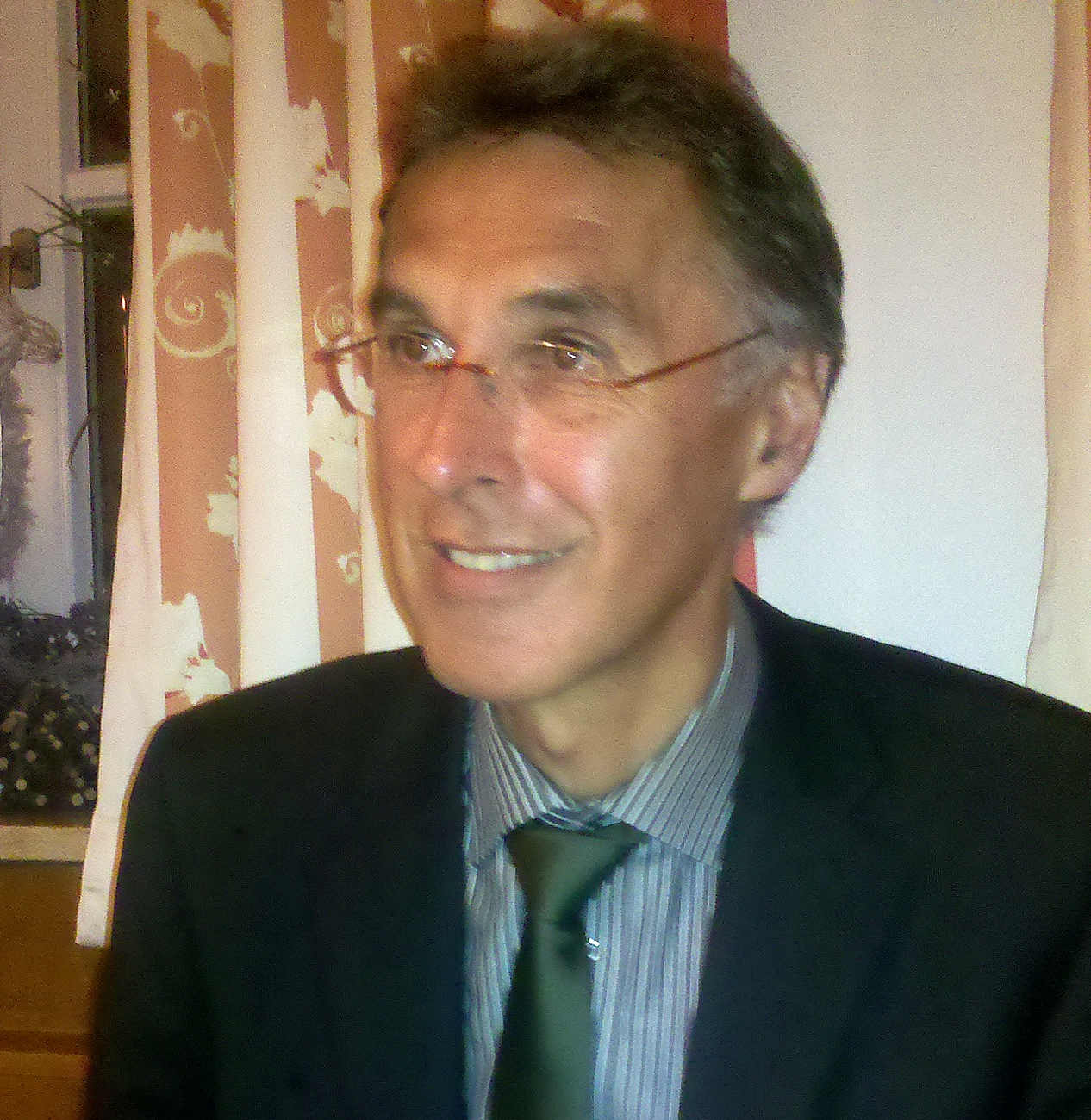
Johann Fleschhut (2011)

Johann Fleschhut (* 25. Februar 1956 in Wolfertschwenden; † 17. Juli 2024) war ein bayerischer Kommunalpolitiker (Freie Wähler). Von 2002 bis 2014 war er Landrat des Landkreises Ostallgäu.

## Werdegang
Johann Fleschhut wurde als Sohn eines Landwirtes geboren und wuchs auf dem elterlichen Hof in Wolfertschwenden auf. Bereits sein Vater und Großvater dienten als ehrenamtliche Bürgermeister.
Nach dem Abitur 1976 am Bernhard-Strigel-Gymnasium in Memmingen und dem Studium der Rechtswissenschaften an der Universität Augsburg war er als Justiziar bei einem Consultingunternehmen in Krumbach (Schwaben) tätig.
Zehn Jahre lang war Fleschhut Dirigent bei den Wolfertschwendener Musikanten e.V.
Seine politische Laufbahn begann 1987 mit dem Eintritt bei den Freien Wählern Bayern. Er war 15 Jahre Bürgermeister des Marktes Bad Grönenbach und zwölf Jahre Fraktionssprecher im Kreistag Unterallgäu sowie Kreisvorsitzender der Freien Wähler Unterallgäu. Von 1996 bis 2006 fungierte er als stellvertretender Landesvorsitzender der Freien Wähler Bayern.
Bei den Kommunalwahlen im Frühjahr 2002 wurde er nach einer Stichwahl in das Amt des Landrates im Landkreis Ostallgäu gewählt und im März 2008 im Amt bestätigt. Am 23. Mai 2009 war Fleschhut Mitglied der 13. Bundesversammlung. Ab 2009 war er Mitglied des schwäbischen Bezirkstags. Fleschhut unterlag am 30. März 2014 bei der Stichwahl zum Landrat des Ostallgäus der Herausforderin von der CSU, Maria Rita Zinnecker, mit 46,15 % zu 53,85 % der Stimmen.
Johann Fleschhut war außerdem Vorstandsvorsitzender der „Kulturstiftung Klingendes Schwaben – Stiftung Christl und Karl Kling“ sowie Vorstandsvorsitzender der „Sozialstiftung Ostallgäu – Kaiser´sche Armen- und Krankenstiftung“. Darüber hinaus fungierte er als Vorsitzender des Zweckverbands „Allgäuer Moorallianz“ und des Tourismusverbandes Ostallgäu. Im Tourismusverband Allgäu-Bayerisch Schwaben und in der Allgäu GmbH war Johann Fleschhut stellvertretender Vorsitzender. Er war Mitglied im Wirtschaftsbeirat des Eishockeyvereins EV Füssen ab dessen Neugründung im Jahr 2015.
Fleschhut war verheiratet und hatte zwei Kinder.